# Mateo Pérez de Alesio
Mateo Pérez de Alesio (Lecce, Reino de Sicilia 1547 - Lima, 1616) fue un pintor y escultor de origen italiano, activo durante casi toda su carrera artística en el Virreinato del Perú casi 30 años, entre 1588 y 1616. 
Fue el pintor más importante en Lima durante largo tiempo, y tuvo mucha influencia en la escuela pictórica local incluso después de su muerte. Su producción, de dibujo y composición rigurosos, muestra una marcada preferencia por grandes escenas de tono ligeramente grandilocuente, muestra de su admiración por Miguel Ángel y otros pintores del Manierismo. Se especializó, sobre todo, en pintura de temática religiosa.

## Biografía

### Italia, Malta y Sevilla
Mateo Pérez de Alessio era hijo de Antonio de Alessio y Madama Lucente. Existen diferentes registros de su apellido, ya que él firmaba de diversas maneras, figurando en un recibo de su mano como Matheo Pérez de Alesio. También se le conoció como Matteo da Lecce. Se intitulaba romano pintor, razón por la cual se creyó que era de esa ciudad.
Probablemente antes de tener 16 años de edad entró en el taller de Miguel Ángel. Gaspare Celio le atribuye el San Miguel de la Disputa sobre el cuerpo de Moisés (1574 aproximadamente) en la Capilla Sixtina del Palacio Apostólico Vaticano, lo que dio lugar a pensar que llegó a ser pintor de cámara del papa Gregorio XIII. Habitualmente se le atribuye, sin embargo, la realización de la totalidad de dicho fresco.
Otras obras de Pérez de Alesio pueden apreciarse en Roma y sus alrededores, entre ellas los frescos de la Villa d'Este en Tívoli y en la Villa Mondragone en Frascati, asimismo una Virgen y el Niño con Santa Catalina y Santa Apolonia en la Iglesia de la Rotta, considerada por Juan Agustín Ceán Bermúdez como una de sus últimas obras antes de salir de la ciudad. Se incorporó a la  prestigiosa Accademia di San Luca en 1572. Realizó un viaje a Nápoles, dónde conoció al artista Pablo Morón, quien se convertiría en su asistente por muchos años.
Residiendo en la isla de Malta, decoró la Sala de San Miguel y San Jorge, también conocida como Sala del Trono, en el Palacio del Gran Maestre en La Valeta. Esta sala contiene trece frescos que reproducen el Gran Sitio de Malta por parte de las tropas de Solimán el Magnífico en 1565. Se le atribuye la introducción del Manierismo en la isla, precisamente por medio de estos frescos, pintados entre 1575 y 1581. El propio pintor reprodujo los motivos de estos frescos en lienzos. Cuatro de estas telas se encuentran hoy en la Cube Room de la Queen's House de Greenwich. Sus pinturas, profusas en detalles y muy decorativas, presentan la notable característica de reproducir con exactitud los vestidos, las armaduras, la arquitectura militar y las formaciones de batalla. Todo esto ha convertido sus obras en una herramienta de estudio para el estudio histórico de estas materias.
Marchó a Sevilla en 1583, llevando dibujos de las obras de  su admirado Miguel Ángel. Su presencia en la ciudad se aprecia en la realización de una pintura mural de grandes dimensiones representando a San Cristóbal que todavía adorna uno de los muros de la catedral de Sevilla, firmada en 1584.

## Obras

### En Europa

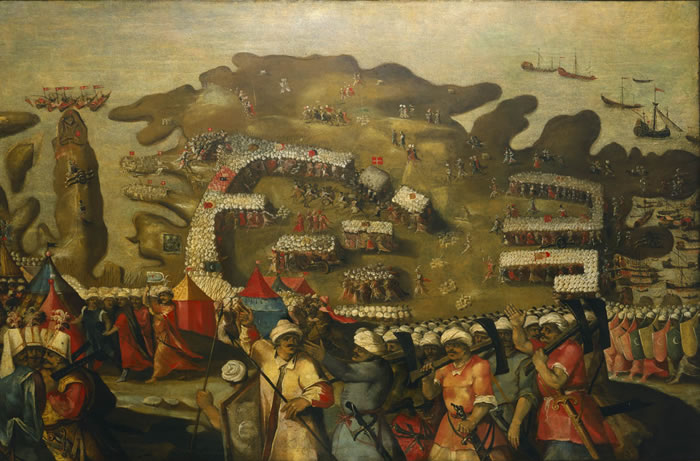
El Sitio de Malta - Llegada de los turcos. Arriba a la derecha se puede observar el Gran Puerto y la lengua de tierra sobre la que se edificaría La Valeta.

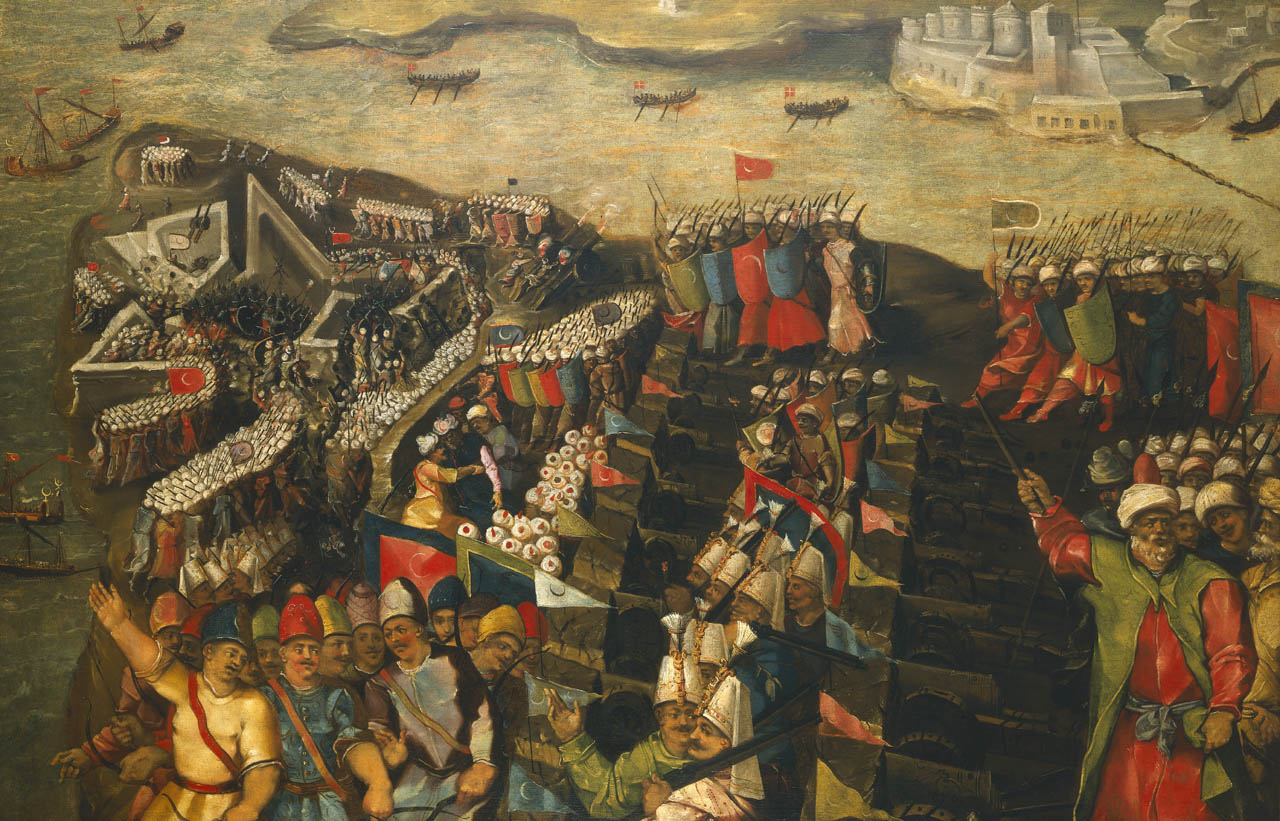
El Sitio de Malta - Toma de San Elmo por los otomanos. Después de un mes de asedio y 4.000 muertos, los turcos consiguieron tomar el fuerte, al que por la noche llegaban a nado soldados cristianos de refresco, conscientes de que el viaje era sólo de ida.

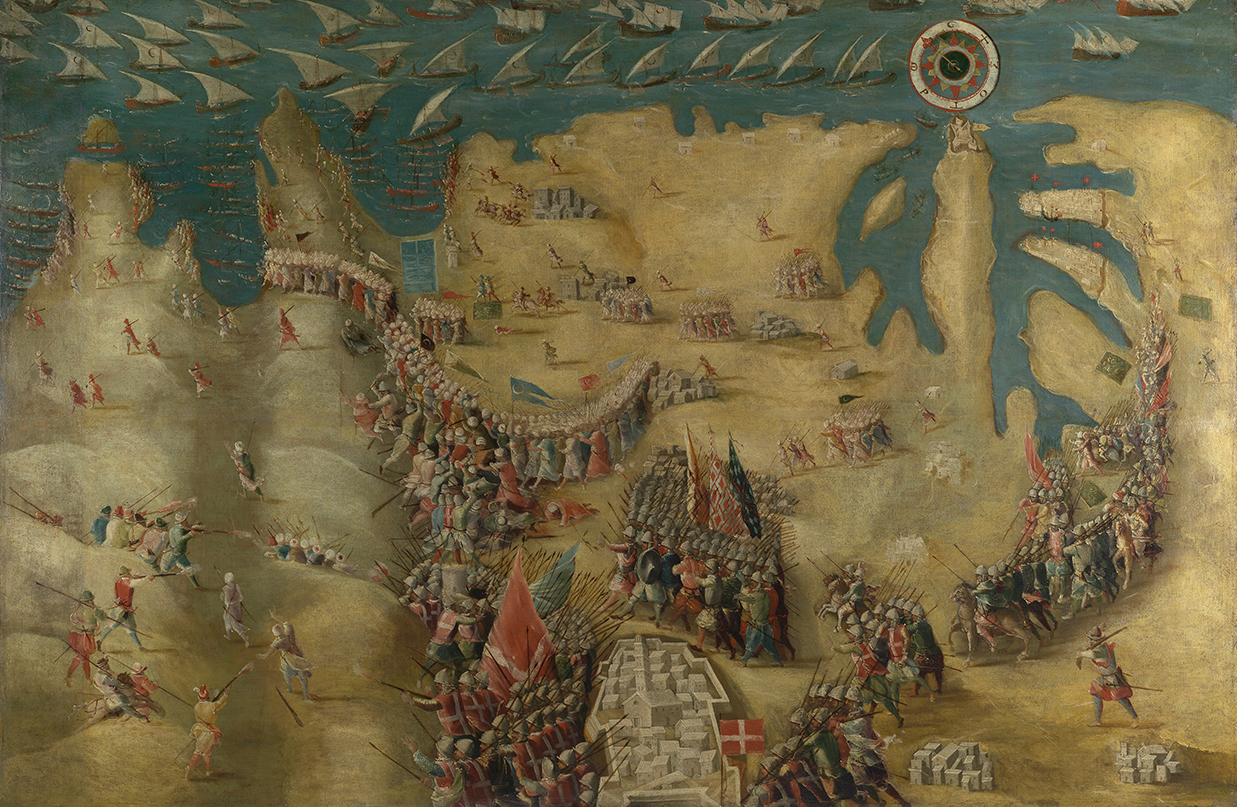
El Sitio de Malta - Huida de los turcos, que perdieron en la isla más de 20.000 hombres.

- Villa d’Este Tívoli: Capilla privada del cardenal Hipólito (1572), con Federico Zuccari.
- Villa Mondragone
- Oratorio de Gonfalone
- Iglesia Santa Catalina de la Rotta: La Virgen con el Niño entre Santa Catalina y Santa Apolonia
- Iglesia San Eglio degli Orefici (1570 – 1571):
  - Frescos: 
    - Virgen con el Niño rodeados de santos, Padre eterno y Crucificado (bóveda)
    - Profetas (costado)

- Capilla Sixtina:
  - La defensa del cuerpo de Moisés 1574-75
  - Retrato del papa Marcelo I (según Deoclecio Redig de Campos)

- Catedral de Sevilla:
  - San Cristóbal (fresco)

- Iglesia de Santiago de Sevilla:
  - Santiago matamoros en la Batalla de Clavijo

### En Perú
- Retrato del Virrey García Hurtado de Mendoza
- Iglesia de Santo Domingo:
  - Vida de Santo Domingo (iglesia y claustro del convento)
  - San Jerónimo con donante (crucero de la Iglesia)

### Obras discutidas
- Iglesia de la Merced de Lima:
  - Fresco en cúpula y pechinas en la capilla del Capitán Villegas (según el historiador argentino Prof. Schenone)

- Retablito de Huánuco - Pintura sobre madera con las imágenes de San Agustín (cobre sobre madera) y San Nicolás de Tolentino (propuesto por el historiador Luis Enrique Thorn)

- Basílica y Convento de San Francisco de Lima:
  - Murales sobre la vida de San Francisco (inspirados en grabados de la época)

- Monasterio Santa Rosa de las Monjas:
  - La Virgen de la Leche

## Discípulos
- Pedro Pablo Morón: Virgen de Belén (cobre).
- Adrián de Alesio, padre dominico: hijo del artista, escribió poemas dedicados a Santo Tomás, firmados bajo el seudónimo de  Angélico;  también iluminó Libros corales.
- Francisco Bejarano, padre agustino: Túmulo de Margarita de Austria (grabado); Virgen de Copacabana (grabado).
- Domingo Gil
- Francisco García
- Francisco Sánchez Nieto